# Кръстьо Припорски
Кръстьо (Кръсто, Кръстю) Митев (Митов) Николов, известен като Припорски, е български революционер, кратовски войвода на Вътрешната македоно-одринска революционна организация.

## Биография
Кръстьо Митев е роден в 1900 година в кочанското село Припор. От юли 1918 година участва в Първата световна война с Българската армия. След сражение попада в плен.
След войната Митев е мобилизиран в сръбската армия и служи 15 месеца. Дезертира и от 1923 година е четник на щипския и кочански войвода на ВМРО Панчо Михайлов. На 1 март 1923 година участва в голямото сражение при Танатарци, Щипско.
В 1924 година става четник на ВМРО при Ефтим Полски, с когото участва в нападението на кочанското околийско управление, в сражението при Припечани, Кочанско, в сражението в местността Мъртви трап и местността Наунова чука край село Лески на 22 юли 1925 година, както и в нападението на експреса при град Цариброд в 1930 година.
Сръбските власти като отмъщение убиват баща му Никола и брат му Мите. Според Иван Михайлов те са убити заедно с още 12 техни роднини веднага след като Кочанско попада в Сърбия в 1913 година.
По-късно става ръководител на четите на ВМРО, действащи в Западните покрайнини. Загива на 3 октомври 1931 година в сражение край граничното село Калотина.
Водачът на ВМРО Иван Михайлов пише за него:
| „ | Той сѫщо е единъ измежду най-ценнитѣ борци отъ кочанската чета. Въ всички нейни по-важни сражения следъ 1924 г. и той е участникъ. Пленяваше съ характера си и съ своята непретенциозность, макаръ да имаше задъ гърба си голѣми заслуги. Много смѣлъ и предприемчивъ бѣше. Специализиралъ се бѣ, като самоукъ, въ правенето на адски машини. Отъ омраза къмъ неуловимия Припорски, сръбскитѣ власти избиха повече отъ десеть души отъ семействот му, въ родното имъ село близо до Кочани. | “ |

Вестник „Свобода или смърт“ на 1 юни 1932 година пише:
| „ | Рѣдко нашата най-нова история на революционнитѣ борби е излѫчвала юнакъ, надаренъ съ толкова много природни добродетели както Кръстьо Припорски. Любознателенъ и интелигентенъ по природа, възпитанъ и кротъкъ въ отношенията си къмъ другари и познати, Кръстьо правѣше впечатление — а това впечатление се запечатваше въ паметьта на всички, които го познаваха — на човѣкъ съ извънредно приятенъ характеръ, който го правѣше да бѫде обичанъ отъ всички. Кой отъ неговитѣ другари и познати нѣма да си спомни за неговата детска наивность въ разказа му; за неговото хубаво и умно чело, което се красѣше отъ буйни черни коси; за неговитѣ тънки черти на лицето му, на което горѣха две черни очи, пълни съ жар и любовь къмъ похитената му Родина? Кой нѣма да си спомни за неговата стройна и пъргава като на пантера снага? Кръстьо бѣше едно чудно съчетание на юнашка и духовна сила. Той бѣше крилатиятъ орелъ на Кочанскитѣ планини. Неговиятъ воленъ духъ и сега, когато той падна убитъ въ борбата за свободата на своята скѫпа родина, лети заедно съ духоветѣ на неговитѣ вѣрни другари — Ефтимъ Полски и Георги Спанчевски, загинали юнашки отъ вражески куршуми. | “ |

На 25 февруари 1943 година, вдовицата му Алтъна, родена в Градче, Кочанско, и жителка на Кюстендил, подава молба за българска народна пенсия, в която пише, че той „почти целия си живот [е] посветил в борба за обединението на български народ“. Молбата е одобрена и отпусната от Министерския съвет на Царство България.